# ブルーサン
ブルーサン（欧字名:Blue Sun、2021年3月23日 - ）は、日本の競走馬。2024年の雲取賞の勝ち馬である。
馬名の意味は、青い太陽（火星から見た夕日の色）。

## 戦績

### 2歳（2023年）
2023年7月22日、中京競馬場第5レースの2歳新馬戦（芝1600m）で、鞍上岩田望来でデビュー。2番手を進んでいたが他馬から大きく放され、最下位の8着で入線した。続く小倉競馬場の2歳未勝利戦では、地方競馬の佐賀競馬場所属の飛田愛斗を起用。最後方からのスタートとなり、7着入線。3戦目は同じく小倉の未勝利戦に出走。鞍上は和田竜二。先頭を争う形でレースを進めて行くが、5着となった。
芝からダートにコースを替えた初戦は、京都競馬場の2歳未勝利戦に富田暁を鞍上に出走。スタートから先頭を行ったが、後方から交わされ2着。続く京都の未勝利戦は、鞍上を和田に戻して出走。1番人気に推される中、今回もダッシュよく先頭を進み、5戦目にして初勝利し人気に応えた。中山競馬場の2歳1勝クラスは石橋脩を鞍上に、先頭からレースを進めて行くが、後続から差されて2着となった。

### 3歳（2024年）
3歳初戦は京都に舞台を戻し、鞍上を富田にして始動。1番人気に推されてはいたが、先頭を取ることが出来ず、そのまま5着となった。2戦目も京都にて出走。鞍上はまた和田に戻した。不良馬場でのレースとなったが、先頭でレースを進め、2勝目を飾った。次のレースとして選択したのは、初の重賞挑戦となる雲取賞（JpnIII）。道中ではイーグルノワールとサントノーレに前を譲らず、先頭でレースを進め、直線では鞍上の鞭に反応。最後は後方からアマンテビアンコが迫ってきたが、叩き合いを制し重賞初制覇を飾り、羽田盃の優先出走権を得た。
しかし不良馬場で行われた羽田盃は2番人気に推されたが、8着と殿負けを喫した。3歳ダート二冠目の東京ダービーへの出走は叶わず、リステッド競走の鳳雛ステークスに出走し、カシマエスパーダの2着に入った。
その後は小倉競馬場ダート1700mで行われたプロキオンステークスで古馬と初対決したが、14着と大敗した。さらに新潟競馬場のレパードステークスでは鞍上は石橋に戻ったが、8着と敗れた。このレースの約1週間後となる8月10日に管理調教師の川村禎彦が死去したため、同月14日付で馬房の臨時貸付を受けた庄野靖志厩舎に転厩。さらに庄野の臨時貸付期間が終了したため、10月21日付で新規開業した宮地貴稔厩舎に転厩した。

## 競走成績
以下の内容は、netkeiba.comおよびJBISサーチの情報に基づく。
| 競走日     | 競馬場 | 競走名       | 格     | 距離（馬場）  | 頭 数 | 枠 番 | 馬 番 | オッズ （人気） | 着順 | タイム （上り3F） | 着差 | 騎手      | 斤量 [kg] | 1着馬（2着馬）       | 馬体重 [kg] |
| ---------- | ------ | ------------ | ------ | ------------- | ----- | ----- | ----- | --------------- | ---- | ----------------- | ---- | --------- | --------- | -------------------- | ----------- |
| 2023.07.22 | 中京   | 2歳新馬      |        | 芝1600m（良） | 8     | 6     | 6     | 035.50（6人）   | 08着 | R1:41.1（39.4）   | -4.1 | 0岩田望来 | 55        | ルクスノア           | 510         |
| 0000.08.13 | 小倉   | 2歳未勝利    |        | 芝1800m（良） | 10    | 8     | 9     | 130.20（9人）   | 07着 | R1:50.6（35.7）   | -0.6 | 0飛田愛斗 | 55        | ホウオウプロサンゲ   | 504         |
| 0000.08.26 | 小倉   | 2歳未勝利    |        | 芝1800m（稍） | 11    | 1     | 1     | 012.50（3人）   | 05着 | R1:50.6（37.6）   | -1.1 | 0和田竜二 | 55        | フナデ               | 494         |
| 0000.10.07 | 京都   | 2歳未勝利    |        | ダ1800m（良） | 16    | 7     | 13    | 022.20（7人）   | 02着 | R1:54.0（38.7）   | -0.3 | 0富田暁   | 56        | オペラプラージュ     | 506         |
| 0000.10.28 | 京都   | 2歳未勝利    |        | ダ1800m（良） | 12    | 6     | 7     | 002.70（1人）   | 01着 | R1:54.0（39.7）   | -0.2 | 0和田竜二 | 56        | （オーシンハーフ）   | 508         |
| 0000.12.10 | 中山   | 2歳1勝クラス |        | ダ1800m（良） | 16    | 7     | 14    | 011.60（5人）   | 02着 | R1:53.3（38.7）   | -0.8 | 0石橋脩   | 56        | ミッキーファイト     | 508         |
| 2024.01.08 | 京都   | 3歳1勝クラス |        | ダ1800m（良） | 10    | 3     | 3     | 002.10（1人）   | 05着 | R1:55.0（40.4）   | -0.9 | 0富田暁   | 57        | ノットイナフ         | 518         |
| 0000.01.21 | 京都   | 3歳1勝クラス |        | ダ1800m（不） | 6     | 1     | 1     | 003.10（3人）   | 01着 | R1:50.3（36.8）   | -0.3 | 0和田竜二 | 57        | （オーシンハーフ）   | 508         |
| 0000.02.14 | 大井   | 雲取賞       | JpnIII | ダ1800m（良） | 16    | 3     | 5     | 006.80（3人）   | 01着 | R1:55.2（39.6）   | -0.4 | 0和田竜二 | 57        | （アマンテビアンコ） | 501         |
| 0000.04.24 | 大井   | 羽田盃       | JpnI   | ダ1800m（不） | 8     | 8     | 8     | 002.30（2人）   | 08着 | R1:58.5（44.0）   | -4.6 | 0和田竜二 | 57        | アマンテビアンコ     | 509         |
| 0000.05.25 | 京都   | 鳳雛S        | L      | ダ1800m（良） | 11    | 4     | 4     | 004.50（5人）   | 02着 | R1:51.8（38.4）   | -0.7 | 0和田竜二 | 58        | カシマエスパーダ     | 508         |
| 0000.07.07 | 小倉   | プロキオンS  | GIII   | ダ1700m（良） | 16    | 7     | 13    | 027.90（6人）   | 14着 | R1:45.0（40.1）   | -2.3 | 0和田竜二 | 54        | ヤマニンウルス       | 506         |
| 0000.08.04 | 新潟   | レパードS    | GIII   | ダ1800m（良） | 15    | 6     | 11    | 011.30（5人）   | 08着 | R1:52.9（39.5）   | -1.7 | 0石橋脩   | 57        | ミッキーファイト     | 510         |
| 0000.11.17 | 福島   | 福島民友C    | L      | ダ1700m（良） | 15    | 1     | 1     | 016.70（9人）   | 06着 | R1:46.0（37.7）   | -1.4 | 0亀田温心 | 55        | テーオードレフォン   | 502         |

- 競走成績は2024年11月17日現在

## 血統表
| ブルーサンの血統              | ブルーサンの血統                             | ブルーサンの血統                       | （血統表の出典）                       | （血統表の出典）                |
| 父系                          | ストームキャット系（ストームバード系）       | ストームキャット系（ストームバード系） | ストームキャット系（ストームバード系） | [ § 2 ]                         |
| 父 *モーニン 2012 栗毛        | 父の父*ヘニーヒューズ Henny Hughes 2003 栗毛 | *ヘネシー                              | Storm Cat                              | Storm Cat                       |
| 父 *モーニン 2012 栗毛        | 父の父*ヘニーヒューズ Henny Hughes 2003 栗毛 | *ヘネシー                              | Island Kitty                           |                                 |
| 父 *モーニン 2012 栗毛        | 父の父*ヘニーヒューズ Henny Hughes 2003 栗毛 | Meadow Flyer                           | Meadowlake                             | Meadowlake                      |
| 父 *モーニン 2012 栗毛        | 父の父*ヘニーヒューズ Henny Hughes 2003 栗毛 | Meadow Flyer                           | Shortley                               |                                 |
| 父 *モーニン 2012 栗毛        | 父の母Giggly 2005 黒鹿毛                     | Distorted Humor                        | *フォーティナイナー                    | *フォーティナイナー             |
| 父 *モーニン 2012 栗毛        | 父の母Giggly 2005 黒鹿毛                     | Distorted Humor                        | Danzig's Beauty                        |                                 |
| 父 *モーニン 2012 栗毛        | 父の母Giggly 2005 黒鹿毛                     | Chaste                                 | Cozzene                                | Cozzene                         |
| 父 *モーニン 2012 栗毛        | 父の母Giggly 2005 黒鹿毛                     | Chaste                                 | Purity                                 |                                 |
| 母 グッドレインボー 2010 鹿毛 | 母の父ステイゴールド 1994 黒鹿毛             | *サンデーサイレンス                    | Halo                                   | Halo                            |
| 母 グッドレインボー 2010 鹿毛 | 母の父ステイゴールド 1994 黒鹿毛             | *サンデーサイレンス                    | Wishing Well                           |                                 |
| 母 グッドレインボー 2010 鹿毛 | 母の父ステイゴールド 1994 黒鹿毛             | ゴールデンサッシュ                     | *ディクタス                            | *ディクタス                     |
| 母 グッドレインボー 2010 鹿毛 | 母の父ステイゴールド 1994 黒鹿毛             | ゴールデンサッシュ                     | ダイナサッシュ                         |                                 |
| 母 グッドレインボー 2010 鹿毛 | 母の母ネオカラー 2003 芦毛                   | *クロフネ                              | *フレンチデピュティ                    | *フレンチデピュティ             |
| 母 グッドレインボー 2010 鹿毛 | 母の母ネオカラー 2003 芦毛                   | *クロフネ                              | *ブルーアヴェニュー                    |                                 |
| 母 グッドレインボー 2010 鹿毛 | 母の母ネオカラー 2003 芦毛                   | ナギサ                                 | *マークオブディスティンクション        | *マークオブディスティンクション |
| 母 グッドレインボー 2010 鹿毛 | 母の母ネオカラー 2003 芦毛                   | ナギサ                                 | ミデオンルビー                         |                                 |
| 母系(F-No.)                   | ビユーチフルドリーマー(GB)系(FN:12)          | ビユーチフルドリーマー(GB)系(FN:12)    | ビユーチフルドリーマー(GB)系(FN:12)    | [ § 3 ]                         |
| 5代内の近親交配               | アウトブリード                               | アウトブリード                         | アウトブリード                         | [ § 4 ]                         |
| 出典                          | 1. 2. 3. 4.                                  | 1. 2. 3. 4.                            | 1. 2. 3. 4.                            | 1. 2. 3. 4.                     |

- 叔父に2021年・2023年の東京スプリントなど重賞3勝を挙げたリュウノユキナがいる。
- 祖母ネオカラーの半姉に2007年TCK女王盃勝ち馬のサウンドザビーチがいる。
- そのほかの近親はオーハヤブサ#おもな牝系図を参照。